# Terrorismo

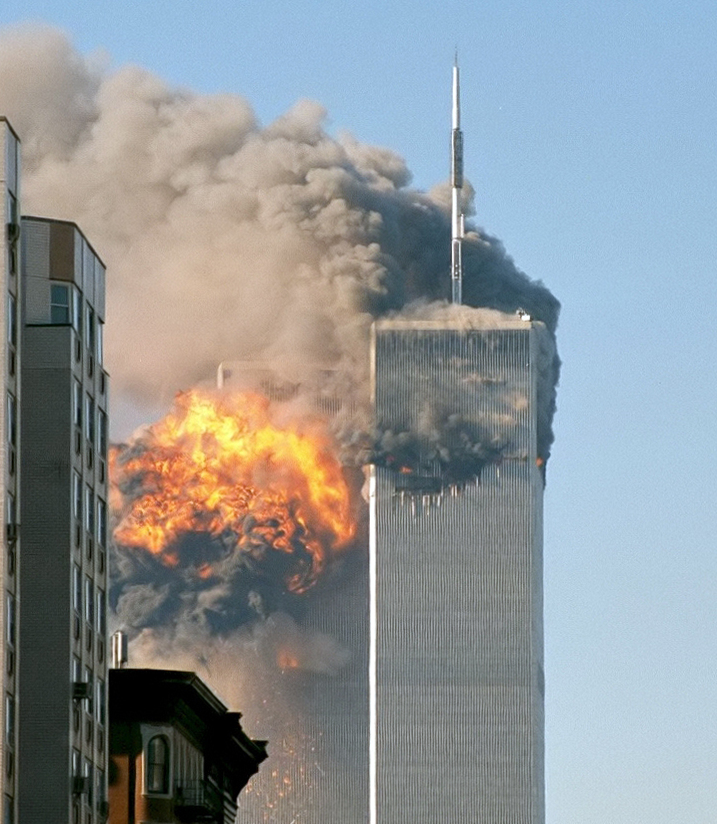
Ataque al complejo de edificios del World Trade Center, Nueva York, Estados Unidos, el 11 de septiembre de 2001.

El terrorismo es el uso sistemático del terror, utilizado por una amplia gama de organizaciones, grupos o individuos en la promoción de sus objetivos, tanto por organizaciones políticas de todas las ideologías, así como también por grupos nacionalistas (separatistas, irredentistas), grupos religiosos (p. ej., yihadismo, terrorismo cristiano, terrorismo judío), revolucionarios, gobiernos en el poder y grupos patrocinados por estos.
El terrorismo, como táctica, es una forma de violencia que se distingue del terrorismo de Estado por el hecho de que en este último caso sus autores pertenecen a entidades gubernamentales. Se distingue también de los actos de guerra y de los crímenes de guerra en que se produce en ausencia de guerra. La presencia de actores no estatales en conflictos armados ha creado controversia con respecto a la aplicación de las leyes de guerra.
La palabra «terrorismo» tiene fuertes connotaciones políticas y posee elevada carga emocional y esto dificulta consensuar una definición precisa.
Es común el uso de la palabra por parte de gobiernos para acusar a sus opositores. También es común que las organizaciones e individuos que lo practican rechacen el término por considerarlo injusto o impreciso. Tanto los unos como los otros suelen mezclar el concepto con la legitimidad o ilegitimidad de los motivos propios o de su antagonista. A nivel académico, se opta por atender exclusivamente a la naturaleza de los incidentes sin especular sobre los motivos ni juzgar a los autores.
Algunos medios de comunicación que desean enfatizar su imparcialidad, como la británica BBC, sugieren en sus guías de estilo evitar el término «terrorista» y «terrorismo».

## Definiciones
Definir el concepto de terrorismo ha sido un asunto complejo para las ciencias sociales por una razón: es muy difícil diferenciar los actos legítimos de los luchadores por la libertad y el terrorismo.

### Según el DRAE
El Diccionario de la Real Academia Española, en el avance de su vigésima tercera edición, modifica la anterior incluyendo una tercera acepción, define el término «terrorismo» como:

Terrorismo
1. m. Dominación por el terror.
2. m. Sucesión de actos de violencia ejecutados para infundir terror.
3. m. Actuación criminal de bandas organizadas, que, reiteradamente y por lo común de modo indiscriminado, pretende crear alarma social con fines políticos.

El Diccionario de la lengua española también recoge dos acepciones para la palabra «terrorista», a saber:

Terrorista
1. adj. Que practica actos de terrorismo. Apl. a pers., u. t. c. s.
2. adj. Perteneciente o relativo al terrorismo.

### Según los Códigos Penales de diversos países
El Código Penal Argentino establecía una definición implícita de terrorismo en su artículo 213 ter (agregado en 2007 por ley 26.268 y derogado en 2011 por ley 26.734):

... tomare parte de una asociación ilícita cuyo propósito sea, mediante la comisión de delitos, aterrorizar a la población u obligar a un gobierno o una organización internacional, a realizar un acto o abstenerse de hacerlo, siempre que ella reúne las siguientes características:
a) Tener un plan de acción destinado a la propagación del odio étnico, religioso o político;
b) Estar organizado en redes operativas internacionales;
c) Disponer de armas de guerra, explosivos, agentes químicos o bacteriológicos, o cualquier otro medio idóneo para poner en peligro la vida o la integridad de un número indeterminado de personas.

El Código Penal Español de 1995 en el artículo 573 tipifica el delito de terrorismo:

1. Se considerarán delito de terrorismo la comisión de cualquier delito grave contra la vida o la integridad física, la libertad, la integridad moral, la libertad e indemnidad sexuales, el patrimonio, los recursos naturales o el medio ambiente, la salud pública, de riesgo catastrófico, incendio, contra la Corona, de atentado y tenencia, tráfico y depósito de armas, municiones o explosivos, previstos en el presente Código, y el apoderamiento de aeronaves, buques u otros medios de transporte colectivo o de mercancías, cuando se llevaran a cabo con cualquiera de las siguientes finalidades:

1.ª Subvertir el orden constitucional, o suprimir o desestabilizar gravemente el funcionamiento de las instituciones políticas o de las estructuras económicas o sociales del Estado, u obligar a los poderes públicos a realizar un acto o a abstenerse de hacerlo.
2.ª Alterar gravemente la paz pública.
3.ª Desestabilizar gravemente el funcionamiento de una organización internacional.
4.ª Provocar un estado de terror en la población o en una parte de ella.
2. Se considerarán igualmente delitos de terrorismo los delitos informáticos tipificados en los artículos 197 bis y 197 ter y 264 a 264 quater cuando los hechos se cometan con alguna de las finalidades a las que se refiere el apartado anterior.

3. Asimismo, tendrán la consideración de delitos de terrorismo el resto de los delitos tipificados en este Capítulo.

Los EE. UU. desde 1983, con propósitos estadísticos y analíticos, han utilizado las siguientes definiciones referentes al terrorismo que se recogen en el Título 22 del Código de los Estados Unidos, sección 2656f(d)

«Terrorismo: Violencia premeditada y con motivos políticos perpetrada contra objetivos civiles por grupos subnacionales o agentes clandestinos, generalmente con la intención de influenciar a un público determinado.»

### Según elementos de las dictaduras militares de Latinoamérica
Chile en su Constitución, mantiene un artículo donde establece sanciones particulares contra el terrorismo dictada durante el gobierno de facto (dictadura militar) de Augusto Pinochet. Señala el artículo 9.º:

Art. 9. El terrorismo, en cualquiera de sus formas, es por esencia contrario a los derechos humanos. Una ley de quórum calificado determinará las conductas terroristas y su penalidad. Los responsables de estos delitos quedarán inhabilitados por el plazo de quince años para ejercer funciones o cargos públicos, sean o no de elección popular, o de rector o director de establecimiento de educación, o para ejercer en ellos funciones de enseñanza; para explotar un medio de comunicación social o ser director o administrador del mismo, o para desempeñar en él funciones relacionadas con la emisión o difusión de opiniones o informaciones; ni podrán ser dirigentes de organizaciones políticas o relacionadas con la educación o de carácter vecinal, profesional, empresarial, sindical, estudiantil o gremial en general, durante dicho plazo. Lo anterior se entiende sin perjuicio de otras inhabilidades o de las que por mayor tiempo establezca la ley. Los delitos a que se refiere el inciso anterior serán considerados siempre comunes y no políticos para todos los efectos legales y no procederá respecto de ellos el indulto particular, salvo para conmutar la pena de muerte por la de presidio perpetuo.

En la Argentina, el por entonces dictador General Jorge Rafael Videla definía en 1978 los alcances del término terrorismo al declarar al Times de Londres lo siguiente:

Un terrorista no es solamente alguien con un arma de fuego o una bomba, sino también alguien que difunde ideas contrarias a la civilización occidental y cristiana.

### Debate académico
Como han señalado los politólogos Ignacio Sánchez-Cuenca y Luis de la Calle, «la naturaleza del terrorismo es especialmente ambigua y genera profundos desacuerdos tanto en el debate público como en los círculos académicos». Estos mismos autores advierten que «el concepto ha evolucionado considerablemente. Tras los atentados de Al Qaeda del 11-S sufrió varias mutaciones. Por un lado, la mayoría de los investigadores y expertos abandonaron la idea misma de terrorismo de Estado, que solía estar bastante extendida; hoy en día, el terrorismo se entiende comúnmente como la violencia llevada a cabo por rebeldes, insurgentes, criminales o cualquier otro actor no estatal. Por otro lado, la violencia terrorista se ha extendido a otros tipos de violencia que en el pasado se describían habitualmente como violencia insurgente o guerrillera, transformando el terrorismo en un término general que abarca toda la violencia no legítima».
Pedro Carrasco Jiménez, aplicando una perspectiva sistémica y, con la intención de alcanzar una definición del terrorismo que sea general, global, precisa y sencilla, propone definir el terrorismo como:

La acción violenta ejecutada por personas al servicio de una organización, con la intención de infundir miedo a un sector de la sociedad, y utilizar este miedo para tratar de alcanzar un fin político.

Por su parte, Fernando Reinares ha definido el concepto específico de terrorismo internacional, como el que:

En primer lugar,... se practica con la deliberada intención de afectar la estructura y distribución del poder en regiones enteras del planeta o incluso a escala misma de la sociedad mundial. En segundo término, aquel cuyos actores individuales y colectivos hayan extendido sus actividades por un significativo número de países o áreas geopolíticas, en consonancia con el alcance de los propósitos declarados.

En una obra reciente (Underground Violence. On the Nature of Terrorism, 2023; edición en español de 2024) los politólogos Ignacio Sánchez-Cuenca y Luis de la Calle han propuesto una definición de terrorismo que lo distinga claramente de otros tipos de violencia política y que como ellos mismos reconocen «se desvía de manera significativa de las opiniones dominantes» (especialmente desde que tras el 11-S se usa como «un término general que abarca toda la violencia [política] no legítima»). El terrorismo sería una forma de violencia política que «se lleva a cabo en condiciones de clandestinidad», es decir, «que no requiere ningún control del territorio en el que tiene lugar el acto violento» («al no haber dominio del espacio, los autores deben actuar en secreto y sus ataques no pueden alargarse en el tiempo», y esta situación «se produce cuando existe una gran asimetría entre los actores implicados en la violencia»: «el bando más débil (normalmente, los rebeldes) actuará de forma encubierta debido a su falta de control territorial»). Consideran que con esta definición se evita la confusión (frecuente) entre terrorismo e insurgencia (o guerrilla). Así pues, según Sánchez-Cuenca y De la Calle, «que un acto violento o un grupo armado sean terroristas depende, ante todo, de si la violencia se lleva a cabo clandestinamente o no».
Al mismo tiempo Sánchez-Cuenca y De la Calle descartan las dos definiciones más habituales y dominantes de «terrorismo»: la violencia política dirigida contra civiles; y la violencia política que presupone la distinción entre el objetivo directo de la violencia (generalmente, el Estado) y el indirecto (la audiencia), es decir, una violencia «coercitiva» que transmite el mensaje al público de que puede tener el mismo destino si no se accede a las exigencias de sus perpetradores. Sobre la primera afirman que si aceptáramos esta definición los atentados contra los miembros de los cuerpos de seguridad o de las Fuerzas Armadas no se podrían englobar en el término «terrorismo» (y, asimismo, la violencia contra civiles perpetrada por las insurgencias, o las guerrillas, las tendríamos que considerar «terrorismo»). En cuanto a la segunda señalan que existen otras formas de violencia que también presuponen la distinción entre el objetivo directo y el indirecto y que no son terrorismo, como, por ejemplo, la represión que asimismo pretende infundir miedo o terror al conjunto de la población, o las guerras de desgaste que lo que pretenden es minar la resistencia de la población del bando enemigo. Y por otro lado existen casos de terrorismo, como el del «terrorismo revolucionario», cuyo objetivo no es atemorizar a la población sino movilizarla, es decir, «crear las condiciones para una insurrección» como pretendían los anarquistas con la «propaganda por el hecho».

## Evolución del término de terrorismo

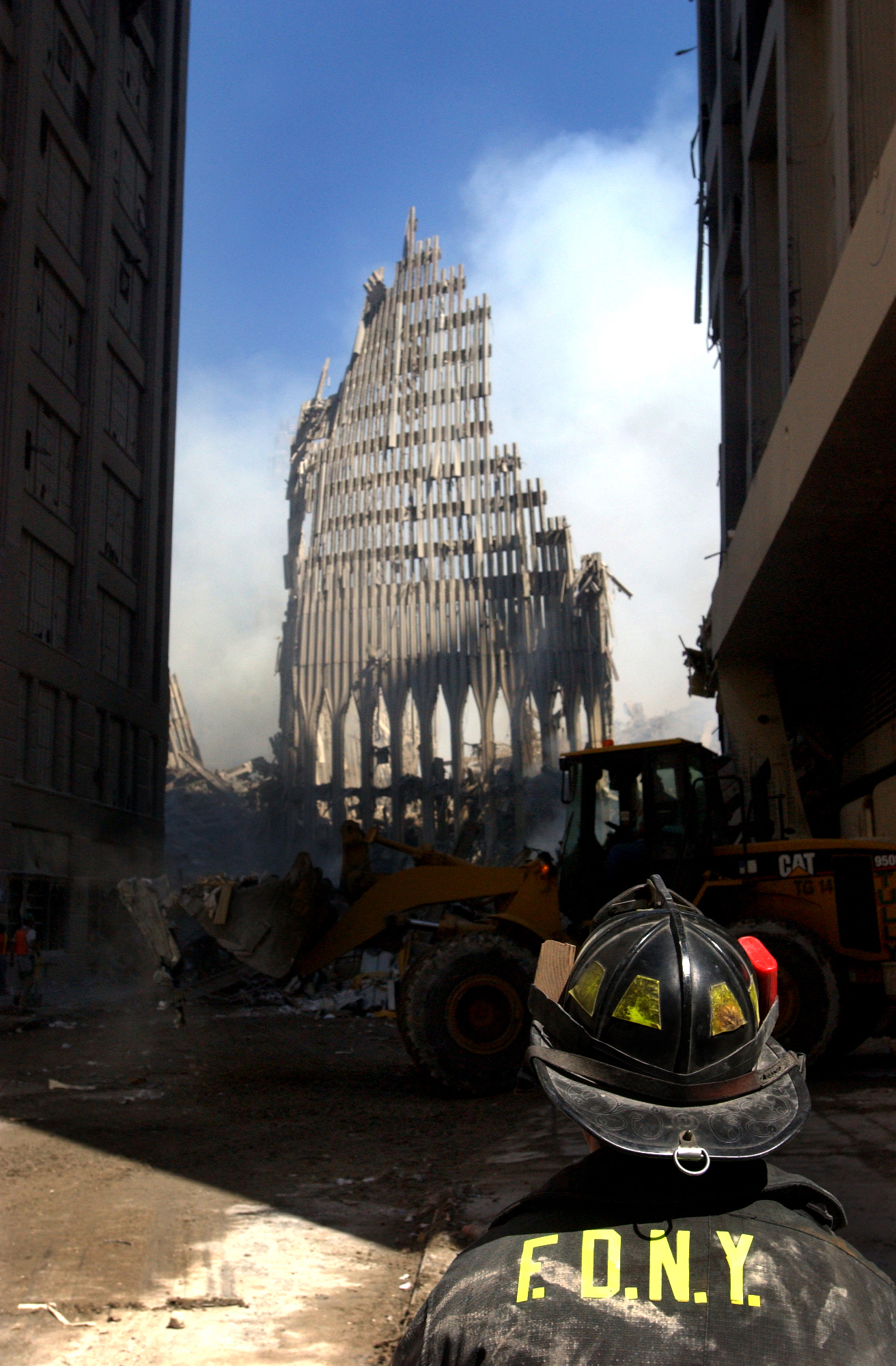
13 de septiembre de 2001: Un bombero de Nueva York observa lo que queda de la Torre Sur, 2 días después del 11S

Para acceder a una mayor comprensión de la naturaleza del terrorismo, es conveniente un análisis más detallado, de la evolución en el uso del término. La palabra «terror» proviene del idioma latín «terror» o «terroris», sinónimo de «Deimos». En la Antigua Grecia, Ares, Dios de la Guerra, tenía dos hijos: Phobos y Deimos (Miedo y Terror).
Maquiavelo afirmaba en su clásico libro El príncipe (1532) que «es más seguro ser temido que amado». Estas recomendaciones políticas de Maquiavelo se relacionan con el concepto moderno de «terrorismo de Estado», aplicado a las autoridades públicas cuando buscan aterrorizar a la población. La frase «el árbol de la libertad debe ser regado con la sangre de los patriotas y de los tiranos», atribuida a Thomas Jefferson, se toma como una apología del tiranicidio y es uno de los tópicos de la Independencia de Estados Unidos (1776).
El terrorismo, como acto realizado por los ciudadanos o los súbditos, encuentra sus antecedentes en las doctrinas del tiranicidio y el derecho a la resistencia, de antiguos orígenes (p. ej. sic semper tyrannis), pero que se consolidaron como tales en la Edad Moderna, como respuesta de los particulares a los abusos de poder del Estado.
El derecho al tiranicidio, es decir, el que se le reconoce a cualquier persona para matar a un gobernante tirano, proviene de la Antigua Grecia, aunque su desarrollo como teoría comienza en la escolástica medieval europea con los aportes de Tomás de Aquino (1225-1274) en un contexto determinado pero solo en esos casos que ocurrían en la Edad Media, y en determinados casos en la Edad Moderna con las reflexiones de Juan de Mariana (1536-1623) afirmando que el rey también debe cumplir ley moral y del estado y no ser un tirano. El «derecho al tiranicidio» es considerado también uno de los precedentes intelectuales de las revoluciones burguesas, al justificar moralmente la desobediencia contra un poder opresivo y promover incluso el asesinato del rey.
El derecho a la resistencia o derecho de rebelión, íntimamente relacionado con la justificación del tiranicidio, encuentra también sus primeras formulaciones teóricas en la escolástica europea, retomando las reflexiones de san Isidoro de Sevilla (560-636) y santo Tomás de Aquino.
La palabra «terrorismo» (así como «terrorista» y «aterrorizar») apareció por primera vez en Francia durante la Revolución francesa (entre 1789-1799), cuando el gobierno jacobino encabezado por Robespierre ejecutaba o encarcelaba a los opositores, sin respetar las garantías del debido proceso. El término comenzó a ser utilizado por los monárquicos, como propaganda negativa aplicada al gobierno revolucionario. Al igual que los consejos de Maquiavelo en El príncipe, el Reinado del Terror (1793-1794), es una manifestación del terrorismo de Estado, antes que del terrorismo de los ciudadanos.
El terror, como arma política de los ciudadanos, apareció en Rusia en la segunda mitad del siglo XIX, entre algunos grupos opositores al régimen zarista, tomando como inspiración el terrorismo de Estado de la Revolución francesa. En 1862, Piotr Zaichnevski redactó el manifiesto titulado Joven Rusia proclamando:

Hemos estudiado la historia de Occidente y sacado sus lecciones: seremos más consecuentes que los lastimosos revolucionarios franceses de 1848; pero sabremos ir más lejos que los grandes campeones del terror de 1792. No retrocederemos, incluso si para derribar el orden establecido nos hace falta verter tres veces más sangre que los jacobinos franceses.

Las primeras críticas teóricas elaboradas contra al terrorismo, y la distinción del concepto con los de «derecho a la resistencia» y «tiranicidio», provienen del propio campo de los revolucionarios rusos antizaristas, como Georgi Plejánov en su libro Anarquismo y socialismo (1894), Lenin en el capítulo “¿Qué hay de común entre el economismo y el terrorismo?” incluido en su libro ¿Qué hacer? (1902), y sobre todo León Trotski, que publicó Terrorismo y comunismo en 1905.
En su sentido actual, el término fue acuñado extensivamente por la propaganda nazi para hacer referencia a los movimientos de resistencia de los países ocupados por el ejército alemán y consolidado por las dictaduras latinomericanas de las décadas de los 70 y 80 y los Estados Unidos, en el marco de la Doctrina de la Seguridad Nacional desarrollada desde la Escuela de las Américas. En ambos casos se hizo patente que existen relaciones estrechas entre el terrorismo realizado por ciudadanos y el terrorismo de Estado, siendo aquel, muchas veces, la justificación de este.
Un estudio de 2003 realizado por el ejército estadounidense afirma que existen más de 100 definiciones de terrorismo. Por todos estos factores, muchos especialistas consideran la palabra terrorismo un término que en su uso ha devenido en un concepto meramente propagandístico para descalificar al enemigo más que definir una situación de forma objetiva.

### Naciones Unidas
A pesar del reconocimiento y de su conveniencia, no ha sido nunca posible alcanzar un consenso sobre la definición de terrorismo, básicamente por la imposibilidad de conseguir una definición rigurosa que no incluya las acciones terroristas de los estados. El primer intento de definición se produjo en 1937 en tiempos aún de la Sociedad de Naciones:

Cualquier acto criminal dirigido contra un estado y encaminado a o calculado para crear un estado de terror en las mentes de personas particulares, de un grupo de personas o del público en general.

La resolución 51/210, «Medidas para eliminar el terrorismo internacional», adoptada en la 88.ª Asamblea Plenaria de 17 de diciembre de 1996, proclama en el punto I.2 que la Asamblea General de las Naciones Unidas:

«Reitera que los actos criminales encaminados o calculados para provocar un estado de terror en el público general, un grupo de personas o personas particulares para propósitos políticos son injustificables en cualquier circunstancia, cualesquiera que sean las consideraciones políticas, filosóficas, ideológicas, raciales, étnicas, religiosas o de cualquier otra naturaleza que puedan ser invocadas para justificarlos.»

En un informe a la ONU el especialista A. P. Schmid propuso tomar como punto de partida el concepto de crimen de guerra, considerando que, si su definición se extiende al tiempo de paz, se alcanza una muy funcional definición de los actos de terrorismo como los «equivalentes en tiempo de paz a los crímenes de guerra».
Dentro del conjunto de definiciones exploradas una de las más recientes ha sido la formulada el 1 de diciembre de 2004 incluida en el informe final del Grupo de expertos de Alto Nivel sobre las Amenazas, los Desafíos y los Cambios, nombrado por el secretario general de Naciones Unidas:

Cualquier acto, además de los ya especificados en los convenios y convenciones vigentes sobre determinados aspectos del terrorismo, los convenios de Ginebra y la Resolución 1566 del Consejo de Seguridad de Naciones Unidas (2004), destinado a causar la muerte o lesiones corporales graves a un civil o a un no combatiente cuando el propósito de dicho acto, por su naturaleza o contexto, sea intimidar a una población u obligar a un gobierno o a una organización internacional a realizar una acción o abstenerse de hacerla.

Existe además lo que se ha descrito como un consenso académico, un acuerdo entre los especialistas, que según la formulación de Schmid (1988) se puede expresar así:

El terrorismo es un método productor de ansiedad basado en la acción violenta repetida por parte de un individuo o grupo (semi) clandestino o por agentes del estado, por motivos idiosincráticos, criminales o políticos, en los que —a diferencia del asesinato— los blancos directos de la violencia no son los blancos principales. Las víctimas humanas inmediatas de la violencia son generalmente elegidas al azar (blancos de oportunidad) de una población blanco, y son usadas como generadoras de un mensaje. Los procesos de comunicación basados en la amenaza —y en la violencia— entre el terrorista (la organización terrorista), las víctimas puestas en peligro y los blancos principales son usados para manipular a las audiencias blanco, convirtiéndolas en blanco de terror, blanco de demandas o blanco de atención, según que se busque primariamente su intimidación, su coerción o la propaganda.

## Instrumentos del terrorismo
Dentro de los instrumentos utilizados para implementar dicho mecanismo, o actos terroristas, se incluyen diversas formas de violencia física contra las personas, como el secuestro, la tortura o la ejecución extrajudicial; diversas formas de violencia moral, como la amenaza de las anteriores o la presión social; diversas formas de violencia contra los bienes privados y públicos, como la destrucción de los mismos con materiales explosivos o incendiarios. Finalmente, uno de los instrumentos más utilizados por los grupos terroristas es el atentado con explosivos contra blancos militares o civiles para provocar muertes indiscriminadas o no.[cita requerida]
Para James Piazza, el terrorismo es un resultado del orden democrático y de la debilidad en el sistema político. Por su parte, el especialista adhiere a la idea que una democracia con instituciones débiles demuestra mayor propención en relegar a ciertos grupos quienes se transforman en "terroristas".
En el caso del terrorismo de Estado, pueden citarse como ejemplo los bombardeos aéreos de ciudades. El Código Aéreo de La Haya de 1923 estableció que «está prohibido el bombardeo aéreo con el objeto de aterrorizar a la población civil...». Sin embargo esta regla y otras similares nunca fueron ratificadas por los países de mayor poder militar. En ese marco algunos autores han citado como ataques terroristas el bombardeo de Guernica en 1936, o el que realizó Estados Unidos con bombas atómicas en Hiroshima y Nagasaki en 1945.
La Resolución de la ONU 1566 

«Recuerda que los actos criminales, inclusive contra civiles, cometidos con la intención de causar la muerte o lesiones corporales graves o de tomar rehenes con el propósito de provocar un estado de terror en la población en general, en un grupo de personas o en determinada persona, intimidar a una población u obligar a un gobierno o a una organización internacional a realizar un acto, o a abstenerse de realizarlo, que constituyen delitos definidos en los convenios, las convenciones y los protocolos internacionales relativos al terrorismo y comprendidos en su ámbito, no admiten justificación en circunstancia alguna por consideraciones de índole política, filosófica, ideológica, racial, étnica, religiosa u otra similar, e insta a todos los Estados a prevenirlos y, si ocurren, a cerciorarse de que sean sancionados con penas compatibles con su grave naturaleza»

## Análisis del término terrorismo
Terrorismo es un término que ha sufrido un abuso de lenguaje por parte de los estados que intencionadamente pretenden desacreditar a sus enemigos. Así los nazis llamaban terroristas a los judíos que se rebelaron en Varsovia; en la Sudáfrica del apartheid se decía que muchos negros hacían actividades terroristas; los franceses dijeron lo mismo de los argelinos que se opusieron a la dominación de Francia (y que en algunos casos utilizaron métodos terroristas). Durante el siglo XX se acusó indiscriminadamente de terroristas a múltiples guerrillas sudamericanas; incluso asociaciones no violentas, como las argentinas Madres de Plaza de Mayo y Abuelas de Plaza de Mayo, también fueron consideradas —y aún lo son por algunos sectores— como organizaciones terroristas.
Lo mismo sucedió en Sudáfrica, durante el régimen del apartheid, en donde el gobierno racista utilizaba la acusación de "terrorismo" para encarcelar y ajusticiar opositores que recurrían a la lucha armada contra la dictadura. Nelson Mandela, condenado como terrorista por el gobierno sudafricano, rechazó en 2008 la aplicación del término "terrorismo" a sus acciones, diciendo que "terrorismo es cualquier individuo, organización o Estado que ataque individuos inocentes y nosotros nunca atacamos individuos inocentes".
En la situación de ocupación de Irak, iniciada por los Estados Unidos en 2003, es difícil trazar la línea divisoria entre terrorismo y resistencia.
En la actualidad la denominada guerra contra el terrorismo o lucha contra el terrorismo constituye un punto fundamental en la agenda de los gobiernos y principales partidos políticos de los países occidentales, tanto es así que una parte importante de la política gira en torno a dicha cuestión. Algunos puntos de vista sostienen que se le está dando una excesiva centralidad a la cuestión del terrorismo, mayor que la incidencia que este fenómeno tiene sobre la sociedad.[cita requerida]
Existe una fuerte controversia sobre si ciertas intervenciones de algunos ejércitos fuera de sus fronteras podrían ser calificadas de terroristas, considerando que podrían infundir el miedo en la población civil como medio para conseguir fines políticos. Como ejemplo se suelen utilizar la actuaciones del ejército sirio en Líbano, el serbio en Bosnia, el israelí en los Territorios palestinos, el ruso en Chechenia y el estadounidense en lugares como Irak o Afganistán. Cuando estos actos son realizados por fuerzas apoyadas por los gobiernos, dentro de sus propias fronteras, pueden constituir terrorismo de Estado, el cual es ejecutado con una relación de fuerzas favorable. El terrorismo al que se hace referencia, usualmente es mucho más difícil de determinar, ya que es el que se ejerce con una relación de fuerzas desfavorable. Resulta difícil separar "terrorismo" de "resistencia". Un criterio sería analizar los grupos u organizaciones bajo dos aspectos.

### Métodos de los grupos terroristas
Desde el punto de vista metodológico, se puede considerar terrorista al grupo que perpetre secuestros, atentados con bombas, asesinatos, amenazas y coacciones de manera sistemática. Técnicamente, esos actos están destinados a producir terror en la población enemiga y se definen sin duda como terroristas. En sentido neutro, el término es empleado a menudo por la prensa para designar a los grupos que ejecutan esa metodología.

## Armas terroristas
Aunque prácticamente cualquier cosa puede ser considerada un arma (desde una cerilla y un palo de escoba hasta una bomba atómica), los terroristas han utilizado habitualmente armas cortas[cita requerida] o semiautomáticas.[cita requerida] Algunos grupos integristas como Hezbolá han llegado a tener misiles antiaéreos. También es muy común el uso de bombas caseras de potencia variable, llegando a usar en algunos casos el propio cuerpo de los terroristas como vector de aproximación de la bomba.[cita requerida] Cuando lo que se ha pretendido es un magnicidio a una distancia segura de su dispositivo de seguridad se suelen utilizar rifles con mira telescópica.[cita requerida]
En general, los grupos terroristas tienden a utilizar cualquier elemento que les permita lograr sus objetivos con la mayor resonancia mediática posible,[cita requerida] ya sean esos elementos armas procedentes de los ejércitos regulares o adquiridas en el mercado internacional de tráfico de armas o se trate de medios improvisados. Especial relevancia tiene el atentado del World Trade Center del 11 de septiembre de 2001, en el que se utilizaron aviones Boeing de pasajeros secuestrados.
Los tipos de bomba más comunes suelen ser:
- Cócteles molotov
- Bombas con temporizador o activables a distancia
- Bombas lapa
- Bombas trampa
- Granadas de mano

También se puede hacer uso con fines terroristas de armas no convencionales, algunas de destrucción masiva (aunque empleadas en el terrorismo son de uso puntual, como en el caso de las bombas sucias). Entre ellas:
- Armas biológicas
  - Armas agroterroristas y munición anticultivos
- Armas químicas
- Armas nucleares (fabricadas con residuos nucleares y de menor potencia que la de las armas nucleares de uso militar)

Hay varios precedentes de ataques con armas no convencionales. Uno de ellos, en el que se utilizaron agentes químicos (gas sarín), fue el del grupo sectario Verdad Suprema, que colocó en un par de ocasiones (en 1994 y en 1995) un pequeño dispositivo en el metro de Tokio. Un atentado realizado con agentes biológicos (salmonella) tuvo lugar en el condado de Wasco, en el que milicianos de la ultraderecha pretendieron un magnicidio empleando este método, aunque finalmente fueron descubiertos. Un posible acto de agroterrorismo pudo haber estado detrás del ataque de moscas en California de 1989, dado que en los días posteriores un grupo llamado los criadores asumió la responsabilidad como represalia por el daño ambiental causado por la fumigación de cultivos con malatión. Sin embargo, aquello nunca fue confirmado como un acto terrorista ni se identificaron los miembros del grupo, por lo que no hubo investigación posterior al respecto.

## Aspectos psicológicos del terrorismo
La complejidad del fenómeno terrorista impide su aprehensión desde una única concepción psicológica. Por lo demás, la bibliografía especializada presenta un exceso de teorías frente al número de estudios empíricos realizados, en parte debido a la dificultad de acceder a la psique de los terroristas para analizarla.
Hay, no obstante, varios estudios de referencia sobre el tema; entre ellos, destacan los siguientes:
- entre 1979 y 1981 se realizó una investigación encargada por el Ministerio del Interior de Alemania que pretendía ahondar en la biografía de personas sospechosas de terrorismo (la mayoría de extrema izquierda, y unos cuantos de extrema derecha). Además de la consulta de expedientes, se realizaron múltiples entrevistas con terroristas encarcelados. De la investigación se dedujo el perfil de un profesional del terrorismo sobre la base de una concreta evolución psicológica: situación inicial de opresión (social y/o familiar); vida en la clandestinidad donde se desarrollaba un contra modelo de su vida anterior; desarrollo de una dicotomía amigo-enemigo que desembocaba en una pérdida del sentido de la realidad.
- Martha Crenshaw (basándose en testimonios autobiográficos de exmiembros y miembros del IRA, OLP, etc.), Marc Sageman (sobre la llamada "Yihad"), Khapta Akhmedova y Ariel Merari (sobre el entorno social y familiar de los terroristas), Eyad El-Sarraj (sobre el terrorismo suicida), Brian Barber (sobre jóvenes de la franja de Gaza), Anne Speckhard (a través del testimonio de rehenes de terroristas); Jerrold Post, Nichole Argo y Yoram Schweizer (a partir de testimonios recogidos en cárceles israelíes y palestinas); y Nasra Hassam (a partir de entrevistas con miembros de Hamás y Yihad).[cita requerida]

Michael Ignatieff considera que el terrorismo administra el terror psicológico para minar por dentro las instituciones democráticas, recortando los derechos de los ciudadanos, dándole más atribuciones a los poderes coactivos del Estado y suspendiendo las garantías constituciones. Aun cuando es derrotado, el terrorismo tiene muchas chances de anular la vida democrática. Para eso, es de capital importancia que el estado se auto-regule, controlando el funcionamiento de sus propias instituciones con independencia del ejecutivo.

### Instrumentos para combatir la radicalización terrorista
El Protocolo de Evaluación de Radicalización Terrorista (TRAP-18) es un instrumento de medición con validez empírica que afronta el riesgo de radicalización terrorista. Presenta dos referencias esenciales: los patrones conductuales rígidos y la valoración psiquiátrica-forense. Por un lado, el modus operandi del victimario engloba modelos victimales de los que se aprovechan para obtener resultados favorables sin apenas esfuerzo: el desarrollo cognitivo, los problemas de identidad personal y la falta de sentimiento de pertenencia son factores de riesgo que potencian la radicalización terrorista.
El objetivo de los terroristas en la fase de adoctrinamiento, manipulación y persuasión coercitiva es atacar el núcleo de la identidad y de la autoestima. De esta manera, la finalidad es legitimar la violencia entre grupos y exigir conductas que beneficien al colectivo. La vulnerabilidad de factores psicológicos débiles en los jóvenes propicia situaciones de riesgo, logrando así, la reconfiguración de la identidad.
Por otro lado, la presencia de trastornos mentales que afecten al juicio del infractor, considerando la violencia como mecanismo de justificación a su ideología, es un marco de referencia para las conductas de reclutamiento. El afán narcisista es el motor de sus comportamientos. El trastorno de la personalidad antisocial, el trastorno de límite de la personalidad o la psicosis son algunas patologías implícitas en perfiles de posibles terroristas.
El Protocolo de Evaluación de Radicalización Terrorista ocupa un papel protagonista en el diseño de políticas y estrategias preventivas ante posibles escenarios terroristas que son una gran amenaza para la seguridad internacional y nacional. Las autoridades judiciales, debido a la aprobación científica del mismo, aplican este instrumento para estar alerta ante futuras amenazas. 

## Represión del terrorismo

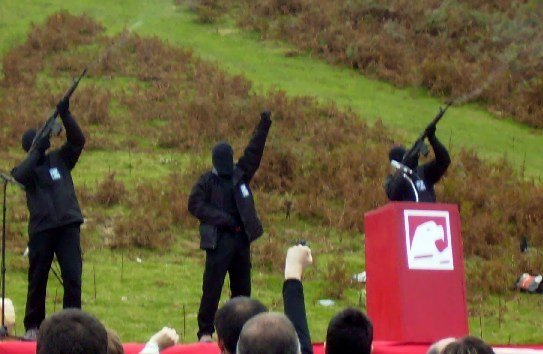
Miembros de Euskadi Ta Askatasuna (ETA) disparan salvas al aire en el Gudari Eguna de Aritxulegi, Oiartzun, Guipúzcoa, el 25 de septiembre de 2006.

Las formas y herramientas para combatir a las personas y organizaciones a las que un Estado califica de terroristas o potencialmente terroristas, han sido y son objeto de discusión. En algunos casos se ha sostenido que la represión del terrorismo debe realizarse siguiendo los procedimientos legales, respetando los derechos humanos de las personas y preservando el sistema democrático, pero en otros casos el Estado ha recurrido a procedimientos ilegales, fuerzas parapoliciales y paramilitares, autorización de la tortura, suspensión de los derechos humanos e incluso instalación de dictaduras. Entre los procedimientos para reprimir el terrorismo, también se ha sostenido la necesidad de secuestrar y suprimir la identidad de los hijos de las personas a los que el Estado imputa ser terroristas. En este último sentido, la jueza argentina Delia Pons expresó en 1978 a la Asociación Abuelas de Plaza de Mayo, la doctrina jurídica que sostenía en materia de hijos de personas calificadas como terroristas por el Estado:

Estoy convencida que sus hijos eran terroristas, y terrorista es sinónimo de asesino. A los asesinos yo no pienso devolverles los hijos porque no sería justo hacerlo. No tienen derecho a criarlos. Tampoco me voy a pronunciar por la devolución de los niños a ustedes. Es ilógico perturbar a esas criaturas que están en manos de familias decentes que sabrán educarlos como no supieron hacer ustedes con sus hijos. Sólo sobre mi cadáver van a obtener la tenencia de esos niños.
Delia Pons, Jueza de Menores.

Entre las experiencias internacionales más destacadas para reprimir acciones calificadas como terroristas se encuentran las que realizaron los dictaduras militares argentino y chileno en la década de 1970, el gobierno italiano frente a las Brigadas Rojas, el gobierno español frente a la ETA entre los años 1983 y 1987 (caso GAL) y el gobierno de los Estados Unidos en la llamada Guerra contra el terrorismo. Las prácticas, tácticas, y estrategias de gobiernos, ejércitos y otros grupos especializados contra el terrorismo, se denomina contraterrorismo.
Según Mahathir Mohamad, sería deseable que Occidente y, en particular, Francia ―para evitar futuros ataques terroristas de origen islámico― castiguen a cualquiera que se atreva a publicar imágenes obscenas del profeta Mahoma con cadena perpetua.[cita requerida]

## Terrorismo de Estado
Para la represión del terrorismo es habitual que el debate se centre en la necesidad de optar entre el respeto a los derechos humanos y la seguridad nacional. Muchas veces las medidas represivas incluyen la suspensión de los derechos constitucionales.

### Argentina
En la Argentina, durante la dictadura militar que gobernó entre 1976-1983 el general Tomás Armando Sánchez de Bustamante explicaba lo siguiente:

El terrorismo es un hecho de excepción y de gravedad tal que reclama derechos proporcionales. Hay normas y pautas que no son de aplicación en este caso. Por ejemplo, el derecho al hábeas corpus. En este tipo de lucha, el secreto que debe envolver las operaciones especiales, hace que no deba divulgarse a quién se ha capturado y a quién se deba capturar. Debe existir una nube de silencio que rodee todo... y esto no es compatible con la libertad de prensa”.

En algunos casos extremos se ha llegado a sostener la necesidad de que el Estado sustraiga los hijos de personas consideradas como terroristas, para quitarles su identidad. En la Argentina la jueza Delia Pons, titular del Tribunal de Menores de Lomas de Zamora explicaba las razones de esta medida a las Abuelas de Plaza de Mayo con estas palabras:

Estoy convencida de que sus hijos eran terroristas, y terrorista es sinónimo de asesino. A los asesinos yo no pienso devolverles los hijos porque no sería justo hacerlo. Solo sobre mi cadáver van a obtener la tenencia de esos niños.

Existe cierta discrepancia en cuanto al rol del estado en las políticas de lucha contra el terrorismo en Argentina. Daniel Feierstein sugiere que existe un paralelismo entre el Genocidio perpetrado en la Alemania Nazi y los crímenes de lesa humanidad durante el PRN (Proceso de Reorganización Nacional). En ambos casos, existe una infravalorización del otro que lo despoja de todos sus derechos. Otros autores enfatizan que el terrorismo opera sobre una zona gris que resulta de las limitaciones de las democracias liberales para contener la violencia dentro del marco legal del sistema político. Asimismo, John Kekes argumenta que existe una gran diferencia entre las Juntas y el Régimen Nazi. Según su perspectiva, los militares argentinos estaban moralmente convencidos de que luchaban contra un mal radical mientras que los nazis introdujeron una violencia instrumental y sistemática sobre sus víctimas sin ningún tipo de emocionalidad. En su libro, Un Enemigo para la Nación, Marina Franco pone en discusión la tesis del enemigo interno como una constante cultural en América Latina. Con foco en los años vividos en Argentina, la historiadora examina críticamente los estados de excepcionalidad jurídica consignados en la región a gobiernos no democráticos desde 1973. La violencia se explica como método instrumental de eliminación del concepto de enemigo interno.

## Convención Interamericana contra el Terrorismo
El 3 de junio de 2002 la Organización de Estados Americanos (OEA) aprobó la Convención Interamericana contra el Terrorismo. La misma tiene como objetivo obligar a todos los estados americanos a sancionar leyes antiterroristas y establecer un sistema continental de represión del terrorismo, que no encuentre limitaciones para actuar derivadas de ciertas garantías legales, como el secreto bancario, traslado de personas detenidas entre países, la invocación del "delito político" o condición de refugiado, el derecho de asilo. Luego del proceso de ratificaciones, la misma entró en vigor el 7 de octubre de 2003.
La convención puntualiza especialmente que la represión del terrorismo no puede afectar en modo alguno los derechos humanos de las personas:

Nada de lo dispuesto en la presente Convención se interpretará en el sentido de que menoscaba otros derechos y obligaciones de los Estados y de las personas conforme al derecho internacional, en particular la Carta de las Naciones Unidas, la Carta de la Organización de los Estados Americanos, el derecho internacional humanitario, el derecho internacional de los derechos humanos y el derecho internacional de los refugiados.
A toda persona que se encuentre detenida o respecto de la cual se adopte cualquier medida o sea encausada con arreglo a la presente Convención se le garantizará un trato justo, incluido el goce de todos los derechos y garantías de conformidad con la legislación del Estado en cuyo territorio se encuentre y las disposiciones pertinentes del derecho internacional. (incisos 2 y 3 del artículo 15)

Entre los elementos notables de la sanción de la convención se destaca la imposibilidad final de tipificar el delito de terrorismo, así como la falta de consenso para calificarlo como delito de lesa humanidad. También se ha cuestionado la afectación del derecho de asilo que establece la convención, al punto que Chile, Costa Rica y México hicieron reserva de no acatarla en este aspecto.